# Mizoguchi-ha Ittō-ryū
Mizoguchi-ha Ittō-ryū (em japonês:  溝口派一刀流) é um estilo de kenjutsu criado por Mizoguchi Shingozaemon Masakatsu/Masanori (em japonês:  溝口真五左衛門正勝（正則）) durante o período Edo (em japonês:  江戸時代).
Este estilo foi praticado em diversos feudos japoneses, mas a vertente mais famosa é a praticada no feudo de Aizu, chamada de Aizu-han-den Mizoguchi-ha Ittō-ryū (em japonês:  会津藩伝溝口派一刀流), estabelecida por Ikegami Yasumichi (em japonês:  池上安通).
Este estilo se tornou o otome ryūgi (em japonês:  御留流儀) do feudo, significando que ele não poderia ser levado para fora do feudo. Por causa disso, a sua prática era executada em separado, em locais onde não era possível ver as técnicas. E, mesmo em demonstrações perante o lorde feudal de Aizu, se houvesse um praticante de outro estilo no local, este era convidado a se retirar para que a demonstração pudesse ser feita.
Uma curiosidade é que o herói Saito Hajime, líder da terceira divisão dos shinsengumi usava este mesmo Mizoguchi-ha Ittō-ryū, já que nasceu nas províncias de Edo. Saito usando esse mesmo Mizoguchi-ha Ittō-ryū foi considerado um dos mais mortiferos em combate, mais que Souji Okita, líder da primeira divisão dos shinsengumi.